# 派爾斯格羅夫鎮區 (新澤西州)
派爾斯格羅夫鎮區（英語：Pilesgrove Township）是位於美國新澤西州塞勒姆縣的一個鎮區。

## 地方資料
派爾斯格羅夫鎮區的面積為91.09平方千米，當中陸地面積為90.48平方千米，而水域面積為0.61平方千米。根據2020年美國人口普查的數據，當地共有人口4183人，而人口密度為每平方千米45.92人。